# 대한민국 형법 제308조
대한민국 형법 제308조는 사자의 명예훼손에 대한 형법각칙의 조문이다.

## 조문
제308조(사자의 명예훼손) 공연히 허위의 사실을 적시하여 사자의 명예를 훼손한 자는 2년 이하의 징역이나 금고 또는 500만원 이하의 벌금에 처한다. <개정 1995.12.29>

第308條(死者의 名譽毁損) 公然히 虛僞의 事實을 摘示하여 死者의 名譽를 毁損한 者는 2年 以下의 懲役이나 禁錮 또는 500萬원 以下의 罰金에 處한다. <改正 1995.12.29.>

## 같이 보기
- 대한민국 형법 제309조 출판물에 의한 명예훼손죄
- 대한민국 형법 제307조
- 명예훼손죄
- 모욕죄